# Anisotremus caesius
Anisotremus caesius és una espècie de peix pertanyent a la família dels hemúlids.
Pot arribar a fer 30 cm de llargària màxima (normalment, en fa 25). Té un cos comprimit, una boca petita amb llavis gruixuts i molsuts i aletes pèlviques gairebé negres.
És un peix marí, demersal i de clima tropical. Es troba al Pacífic oriental: des de Mèxic fins al Perú.
Es comercialitza fresc. És inofensiu per als humans.